# Здебчинский, Владимир Станиславович
Владимир Станиславович Здебчинский (1919-1993) — гвардии сержант Советской армии, участник Великой Отечественной войны, полный кавалер ордена Славы.

## Биография
Владимир Станиславович Здебчинский родился 18 октября 1919 года в городе Талица (ныне — Свердловская область). После окончания четырёх классов школы работал рассыльным на спиртзаводе в родном городе. Позднее переехал в Челябинск и до 1938 года работал слесарем на Челябинском тракторном заводе. Перед призывом в армию вновь жил в Талице. В 1939 году был призван на службу в Рабоче-Крестьянскую Красную Армию. Служил в артиллерийских частях на Дальнем Востоке.
С 26 июля 1942 года — на фронтах Великой Отечественной войны. Участвовал в Сталинградской и Курской битвах, освобождении Украинской ССР, в том числе битве за Днепр, освобождении Молдавской ССР, Румынии, Венгрии и Чехословакии. За время войны два раза был ранен. Первоначально был наводчиком орудия 6-й батареи 173-го гвардейского артиллерийского полка 81-й гвардейской стрелковой дивизии, позднее стал командиром орудийного расчёта. Многократно отличался в боях. Так, в ходе битвы на Курской дуге 8 июля 1943 года в районе села Старый Город (ныне — Дмитриевский район Курской области) Здебчинский вместе со своим расчётом уничтожил 1 танк, 1 бронетранспортёр и до 50 солдат противника. 9 июля 1943 года артиллеристы участвовали в отражении 5 немецких атак, уничтожив 2 противотанковых орудия и до 100 солдат и офицеров. За это Здебчинский получил свою первую боевую награду — медаль «За отвагу».
1 октября 1943 года при отражении немецкой контратаки на плацдарме на западном берегу Днепра в районе села Бородаевка Верхнеднепровского района Днепропетровской области ё артиллеристы успешно уничтожили артиллерийское орудие, автомашину и до 30 вражеских солдат, за что Здебчинский был удостоен медали «За боевые заслуги».
2 мая 1944 года при прорыве немецкой обороны в районе населённого пункта Думбрэвица Ясского жудеца Румынии расчёт Здебчинского уничтожил 2 огневые точки и до 40 вражеских солдат и офицеров, обеспечив общий успех на своём участке. 3 мая 1944 года командир расчёта был ранен, но остался в строю. За это 20 мая 1944 года Здебчинский был награждён орденом Славы 3-й степени.
5 декабря 1944 года при прорыве немецко-венгерской обороны в районе города Лёринци Хевешского медье Венгрии Здебчинский со своими товарищами уничтожил 1 противотанковое орудие, 2 станковых и 2 ручных пулемёта, до 20 солдат и офицеров. За это 19 января 1945 года он был награждён орденом Славы 2-й степени.
11 января 1945 года в районе населённого пункта Барт в Чехословакии расчёт Здебчинского уничтожил 1 бронетранспортёр, 2 пулемёта с расчётами, до 30 солдат и офицеров. За это артиллерист был вторично награждён орденом Славы 2-й степени. Впоследствии, 24 декабря 1971 года, он был перенаграждён орденом Славы 1-й степени.
18 февраля 1945 года в очередном бою расчёт Здебчинского уничтожил 1 танк и 1 самоходку. Когда в разгар сражения их орудие вышло из строя, артиллеристы продолжали держать оборону со стрелковым оружием. Здебчинский, лично уничтоживший в том бою 4 вражеских солдат, был награждён орденом Отечественной войны 2-й степени.
В 1946 году в звании гвардии сержанта Здебчинский был демобилизован. Проживал в городе Талица Свердловской области, работал слесарем на Талицком биохимическом заводе. Умер 27 октября 1993 года.

## Награды
- Орден Октябрьской Революции;
- Орден Отечественной войны 1-й степени (11.03.1985);
- Орден Отечественной войны 2-й степени (14.03.1945);
- Орден Славы 1-й степени (24.12.1971);
- Орден Славы 2-й степени (19.01.1945);
- Орден Славы 3-й степени (20.05.1944);
- Медали «За отвагу» (20.07.1943), «За боевые заслуги» (31.10.1943) и другие медали;
- Почётный гражданин Талицы (1987).